# 圣特里维耶德库尔特
圣特里维耶-德库尔特（法語：Saint-Trivier-de-Courtes，法語發音：[sɛ̃ tʁivje də kuʁt] ⓘ，意为“库尔特的圣特里维耶”）是法国东部安省的一个市镇，属于布雷斯地区布尔格区。

## 地理
圣特里维耶-德库尔特（46°27'35"N, 5°4'53"E）面积16.53 平方千米，位于法国奥弗涅-罗讷-阿尔卑斯大区安省，该省份为法国东部省份，北起汝拉省，西北接索恩-卢瓦尔省，西接罗讷省和里昂大都会，南至伊泽尔省，东与萨瓦省、上萨瓦省和瑞士接壤。
与圣特里维耶-德库尔特接壤的市镇（或旧市镇、城区）包括：雷苏兹河畔沙瓦讷、库尔特、芒特奈-蒙兰、塞尔维尼亚、韦尔努、韦斯库尔、罗姆奈。
圣特里维耶-德库尔特的时区为UTC+01:00、UTC+02:00（夏令时）。

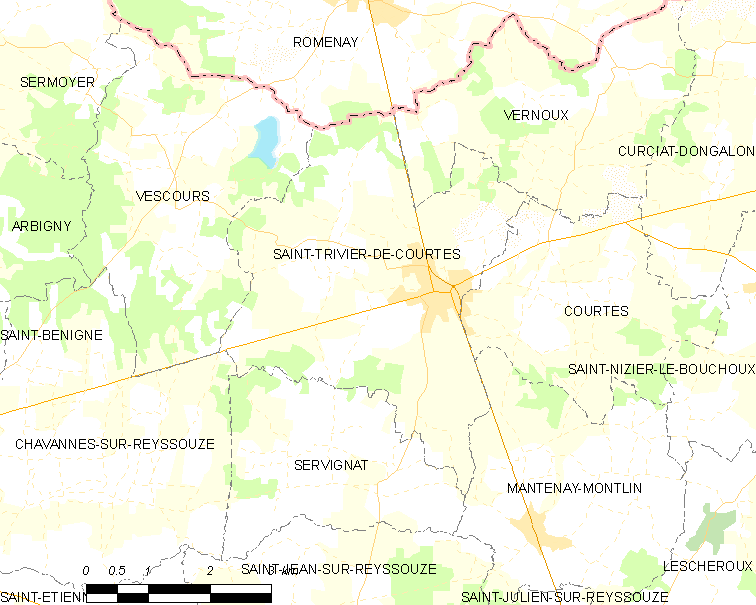
圣特里维耶-德库尔特的OSM定位图

## 行政
圣特里维耶-德库尔特的邮政编码为01560，INSEE市镇编码为01388。

## 政治
圣特里维耶-德库尔特所属的省级选区为勒普隆日县。

## 人口

1962-2008年间圣特里维耶-德库尔特人口变化图示

圣特里维耶-德库尔特于2022年1月1日时的人口数量为1122人。